# Musée de l'imprimerie typographique

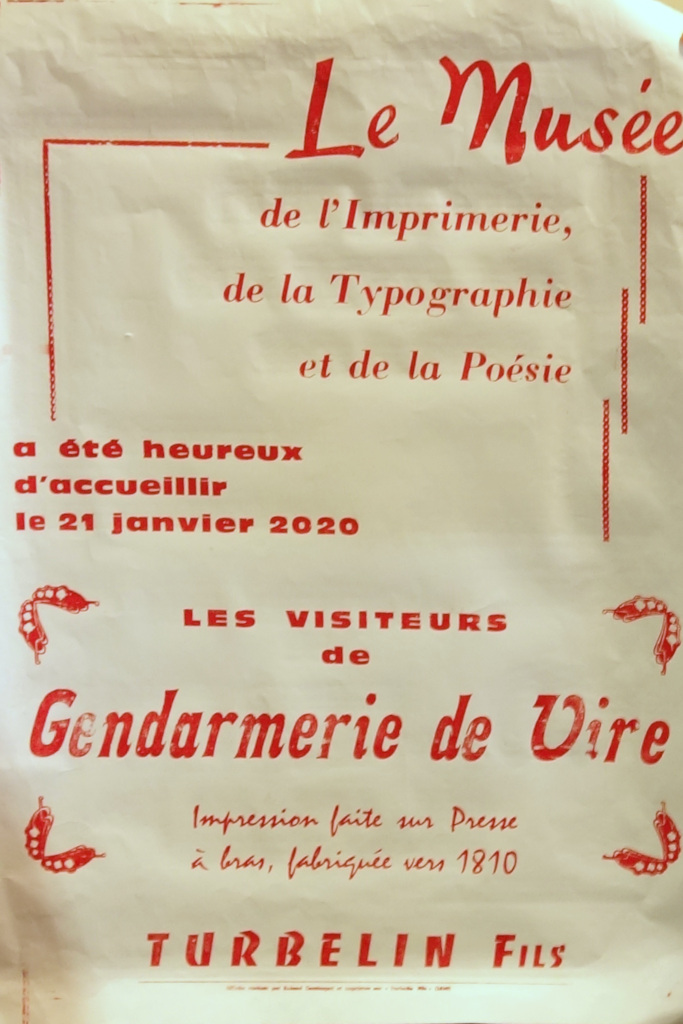

Le Musée de l'imprimerie typographique de Condé-sur-Noireau est un musée privé, sis dans les locaux du groupe Corlet, consacré à l'histoire de l'imprimerie et de l'art typographique.

## Histoire
Le musée est fondé en 2006 par l’association « défense et protection de la mémoire d’un métier d’art ».

## Collections
- linotype,
- monotype,
- presses à imprimer manuelles,
- presse à bras américaine inventée par George Clymer[2]
- presse à pédale,
- presse Ofmi Heidelberg,
- matériels et caractères typographiques.

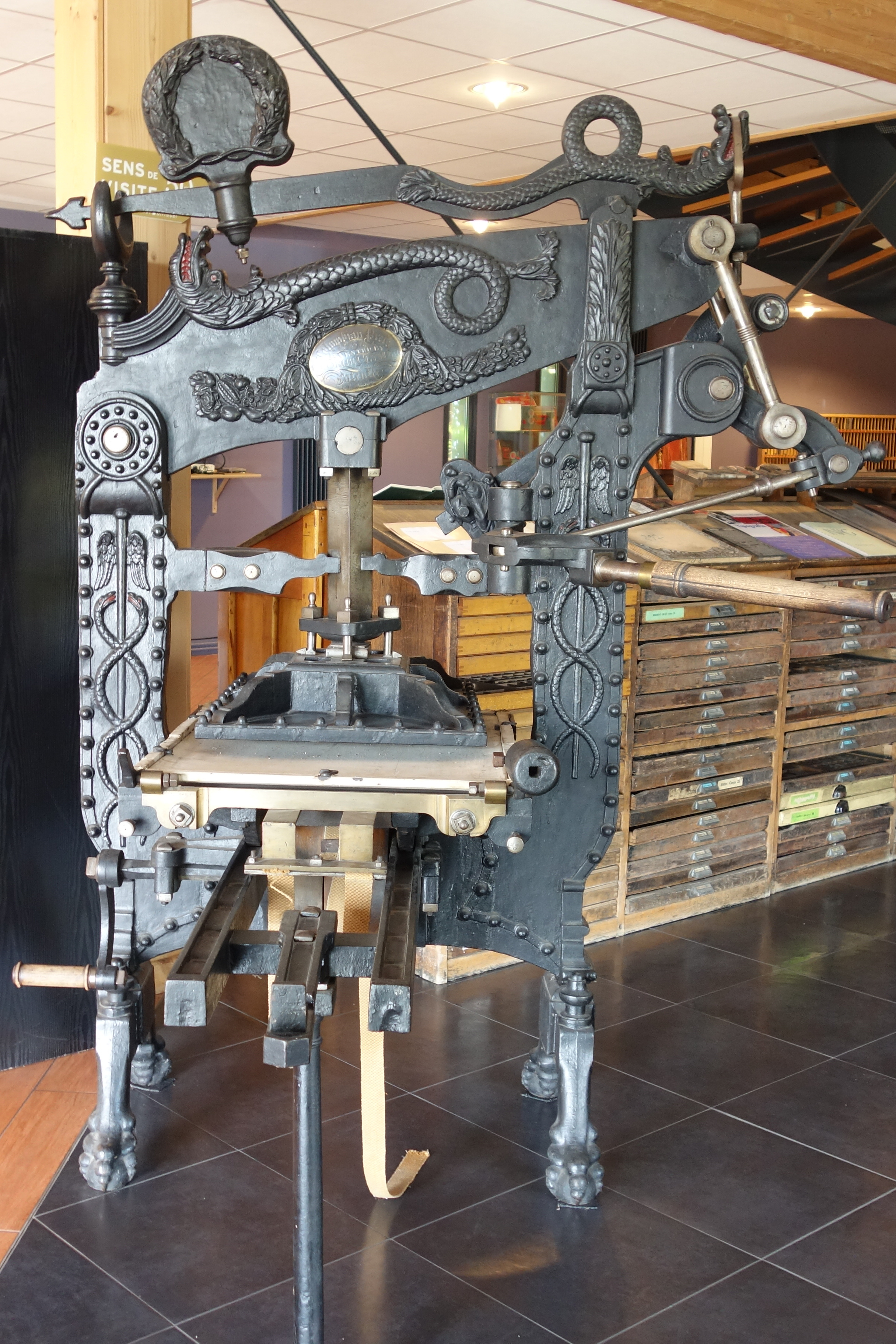
Presse à bras, inventée par George E. Clymer - Musée de l'imprimerie typographique, Condé-sur-Noireau